# RiverRun International Film Festival

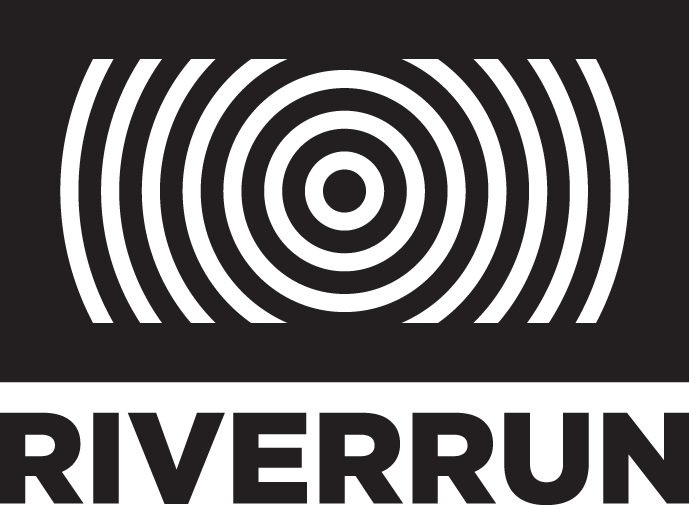
Logo des Festivals

The RiverRun International Film Festival ist ein regionales Filmfestival in den Vereinigten Staaten.
Das erstmals 1998 ausgerichtete Filmfest findet jährlich im Herbst in Winston-Salem, North Carolina, statt. Der Name rührt vom French Broad River bei Brevard, wo das Festival ursprünglich veranstaltet wurde. Im Jahr 2003 wurde es nach Winston-Salem verlegt. Gezeigt werden internationale Independentfilme und Werke von Nachwuchsregisseuren.
2008 gewann der deutsch-türkische Film Auf der anderen Seite von Fatih Akin den Hauptwettbewerb der Jury. Ausgezeichnet wurden auch das Drehbuch und seine Hauptdarstellerin Hanna Schygulla.

## Preisträger des Grand Jury Awards

### Spielfilme
| Jahr | Film                                      | Land                               | Produzent                              |
| ---- | ----------------------------------------- | ---------------------------------- | -------------------------------------- |
| 1998 | The Legend of Cryin’ Ryan                 | USA                                | Deanna Shapiro, Julie St. Claire       |
| 1999 | Crashing Eden                             | USA                                | Dean Alioto                            |
| 2000 | Jacks or Better / The Magic of Marciano   | USA / USA                          | Robert Sidney Mellette / Tony Barbieri |
| 2001 | Dischord                                  | USA                                | Mark Wilkinson                         |
| 2003 | The Truth… Yathharth                      | Indien                             | Rajesh Sheth                           |
| 2004 | Dandelion                                 | USA                                | Mark Milgard                           |
| 2005 | Voces inocentes                           | Mexiko                             | Luis Mandoki                           |
| 2006 | Ta divna Splitska noc                     | Kroatien                           | Arsen Anton Ostojić                    |
| 2007 | Eläville ja kuolleille                    | Finnland                           | Kari Paljakka                          |
| 2008 | Auf der anderen Seite                     | Deutschland, Türkei                | Fatih Akin                             |
| 2009 | Drei Affen (Üç maymun)                    | Türkei, Frankreich, Italien        | Nuri Bilge Ceylan                      |
| 2010 | Katalin Varga                             | Rumänien, Großbritannien           | Peter Strickland                       |
| 2011 | Bal – Honig (Bal)                         | Türkei, Deutschland, Frankreich    | Semih Kaplanoğlu                       |
| 2012 | Histórias que Só Existem Quando Lembradas | Brasilien, Argentinien, Frankreich | Júlia Murat                            |
| 2013 | In ihrem Haus (Dans la maison)            | Frankreich                         | François Ozon                          |

### Dokumentarfilme
| Jahr | Film                                    | Land                          | Produzent                                  |
| ---- | --------------------------------------- | ----------------------------- | ------------------------------------------ |
| 2001 | Company Jasmine                         | Israel                        | Yael Katzir, Dan Katzir                    |
| 2003 | The Boys of Second Street Park          | USA                           | Ron Berger, Dan Klores                     |
| 2004 | Long Gone                               | USA                           | Jack Cahill, David Eberhardt               |
| 2005 | Parallel Lines                          | USA                           | Nina Davenport                             |
| 2006 | Taimagura Grandma                       | Japan                         | Yohihiko Sumikawa                          |
| 2007 | The Rape of Europa                      | USA                           | Richard Berge, Bonni Cohen, Nicole Newnham |
| 2008 | Up the Yangtze                          | Kanada                        | Yung Chang                                 |
| 2009 | Das auserwählte Kind (Unmistaken Child) | Israel                        | Nati Baratz                                |
| 2010 | Last Train Home                         | Kanada, China, Großbritannien | Lixin Fan                                  |
| 2011 | Armadillo                               | Dänemark                      | Janus Metz Pedersen                        |
| 2012 | The Boy Who Was a King                  | Bulgarien, Deutschland        | Andrey Paounov                             |
| 2013 | I Am Breathing                          | Dänemark, Großbritannien      | Emma Davie, Morag McKinnon                 |